# Gerard Francis Loft
Gerard Francis Loft SM (ur. 6 kwietnia 1933 w Wellington, zm. 4 lutego 2007) – nowozelandzki duchowny rzymskokatolicki, marista, misjonarz, biskup Auki.

## Życiorys
Gerard Francis Loft urodził się 1 lutego 1879 w Wellington w Nowej Zelandii. W 1954 złożył śluby zakonne. 20 lipca 1958 otrzymał święcenia prezbiteriatu i został kapłanem Towarzystwa Maryi (marystów). W 1959 wyjechał na misje na Wyspy Salomona.
5 grudnia 1983 papież Jan Paweł II mianował go biskupem nowo powstałej diecezji Auki. 11 marca 1984 przyjął sakrę biskupią z rąk arcybiskupa Honiary Daniela Stuyvenberga SM. Współkonsekratorami byli arcybiskup Port Moresby Peter Kurongku oraz biskup Gizo Eusebius John Crawford OP.
Biskup Loft spędzał większość czasu na łodzi płynącej z wyspy na wyspę. Dał się poznać szczególnie jako opiekun chorych i cierpiących oraz z walki z kulturowym tabu wymierzonym przeciwko kobietom i porodom.
19 października 2004 zrezygnował z katedry i powrócił do ojczyzny, gdzie zmarł 4 lutego 2007.